# Santa Claus (Indiana)
Santa Claus és una població dels Estats Units a l'estat d'Indiana. Segons el cens del 2000 tenia 2.041 habitants.

## Demografia
Segons el cens del 2000, Santa Claus tenia 2.041 habitants, 732 habitatges, i 620 famílies. La densitat de població era de 152,1 habitants/km².
Dels 732 habitatges en un 39,6% hi vivien nens de menys de 18 anys, en un 79% hi vivien parelles casades, en un 4,1% dones solteres, i en un 15,2% no eren unitats familiars. En el 12,2% dels habitatges hi vivien persones soles el 4% de les quals corresponia a persones de 65 anys o més que vivien soles. El nombre mitjà de persones vivint en cada habitatge era de 2,79 i el nombre mitjà de persones que vivien en cada família era de 3,05.
Per edats la població es repartia de la següent manera: un 29,3% tenia menys de 18 anys, un 5% entre 18 i 24, un 32,2% entre 25 i 44, un 24,3% de 45 a 60 i un 9,2% 65 anys o més.
L'edat mediana era de 35 anys. Per cada 100 dones de 18 o més anys hi havia 94,6 homes.
La renda mediana per habitatge era de 60.388 $ i la renda mediana per família de 61.991 $. Els homes tenien una renda mediana de 44.514 $ mentre que les dones 24.050 $. La renda per capita de la població era de 23.957 $. Entorn de l'1% de les famílies i l'1,2% de la població estaven per davall del llindar de pobresa.

## Poblacions més properes
El següent diagrama mostra les poblacions més properes.